# La Pratique du loisir au Canada
La Pratique du loisir au Canada est une websérie de fiction financée par le Fonds TV5 et disponible en ligne depuis le 17 novembre 2016. La série est scénarisée et réalisée par Charles-Louis Thibault, produite par Martine Asselin et avec la collaboration de Judith Brès, agente de projets au Fonds TV5 et Benoit Beaudoin, directeur contenus numériques chez TV5.

## Synopsis
Anne et Vincent veulent raviver la flamme dans leur couple. Leur idée est de pratiquer des activités en couple tous les dimanches. Afin d’éviter que ces moments en tête à tête soient désagréables, ils invitent Véronique et Bruno, leurs amis célibataires au caractères opposés à se joindre à eux lors de ces activités dominicales, qui vont des cours de Zumba à la tente de sudation.
Cette série se penche sur les difficultés amoureuses des trentenaires avec humour.

## Épisodes
La série comporte 6 épisodes d'environ 6 minutes chacun, explorant un loisir différent chaque fois : 
1. Le tennis
2. La cueillette de champignons sauvages
3. La hutte à sudation
4. Le Zumba
5. La boxe
6. Le bowling

## Distribution
Acteurs principaux
- Karine Gonthier-Hyndman : Anne Crépeau
- Jean-Philippe Durand : Vincent Chiasson
- Joëlle Paré-Beaulieu : Véronique Truchon
- Frédéric Barbusci : Bruno Fafard

Rôles secondaires
- Sébastien René : shaman urbain
- Marie-Ève Morency : Jessa